# Средиземноморский трёхусый налим
Средиземноморский трёхусый налим, или средиземноморский морской налим (лат. Gaidropsarus mediterraneus), — рыба отряда трескообразных (Gadiformes).

## Описание
Длина тела 45-50 см, обычно 25-28 см, масса до 450 г, в среднем 150—200 г. Продолжительность жизни около 5-6 лет. Тело удлиненное, невысокое, заметно сжатое с боков, плотно покрыто мелкой чешуей. Боковая линия прерывистая, с резким заворотом над началом анального плавника. Два спинных и один анальный плавники. Первый спинной плавник низкий, состоит из одного настоящего и многочисленных кожистых коротких лучей. Длинный второй спинной и анальный плавники отделены заметными промежутками от закругленного хвостового. Все три усики длинные. Верхняя часть туловища и головы желтовато-бурые, темно, иногда красновато- коричневые или почти чёрные. Ниже окраска светлеет — брюхо серое или серовато-белое. Все тело и плавники покрыты многочисленными, неправильной формы, овальным ними или округлыми, большими и маленькими пятнами. Отверстия каналов боковой линии на туловище окаймленные белыми пятнами-ободками. Окраска молоди, когда она ведёт пелагический образ жизни, отличается тем, что спина и верхняя треть тела голубовато-серые, а бока и брюхо серебристые.

## Ареал
Распространение вида: Восточная Атлантика от Норвегии до северных частей Испании и Португалии, Средиземное, Адриатическое, Эгейское, Чёрное моря.

## Биология

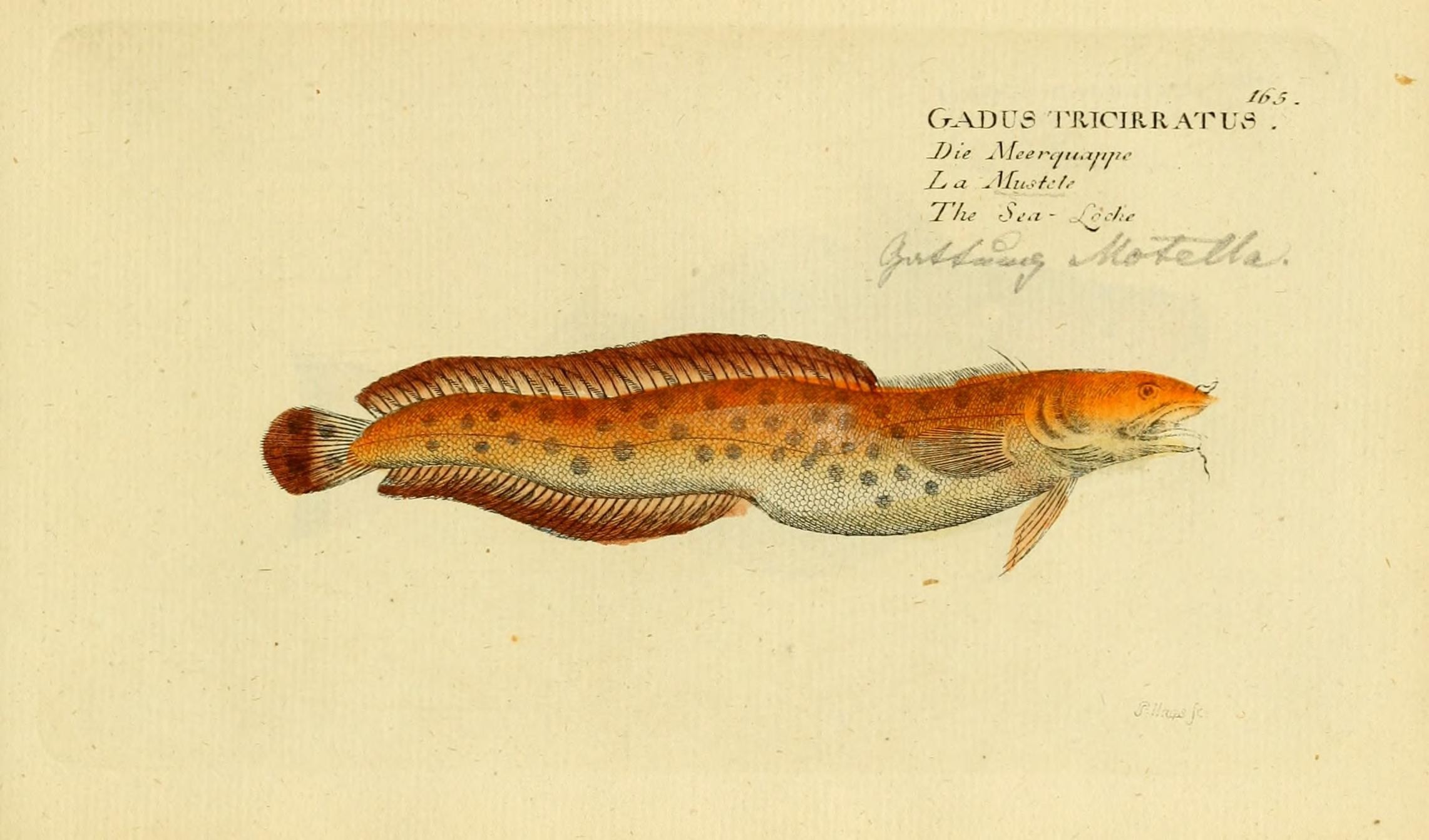
Рисунок

Морская донная рыба прибрежной зоны. Почти постоянно живут в заливах и бухтах среди камней, подводных скал и зарослей растительности на камнях. Избегает открытых и опресненных участков. Взрослые держатся поодиночке на глубинах до 5-25 м, молодь некоторое время ведёт пелагический образ жизни (переходит к жизни на дне при длине тела 4-7 см), когда встречается и в толще воды, и в придонных слоях. Половой зрелости достигает на 2-3 годах жизни при длине тела более 16-18 см. Размножение в прибрежной зоне с октября-ноября по май. Нерест многопорционные, происходит при температуре воды 9-16 °С. Молодь питается планктоном и бентосом, взрослые рыбы питаются молодью и мелкими рыбами (бычки, мерланг, атерины, зеленушки и др.), а также ракообразными (бокоплавы, креветки, крабы и др.), червями и другими донными беспозвоночными.